# Statsreligion

Kristendom (ospeciferad utövning)
Katolicism
Östortodox
Protestantism
Islam (ospeciferad utövning)
Sunniislam
Shiaislam
Buddhism

Statsreligion kallas en religion som av en stat givits en officiellt erkänd särställning, ofta (men inte nödvändigtvis) kombinerad med särskilda privilegier eller särskild maktutövning från statens sida. I de mest påtagliga fallen smälter statsmakten samman med religionen och bildar en hierokrati. I en modern demokrati är däremot statsreligionen ofta bara statsreligion till namnet, och lagstiftning om religionsfrihet finns. En stat kan också vara helt sekulär och inte särbehandla någon specifik religion.

## Statskyrkor världen över

### BulgarienochGrekland
Bulgariens och Greklands konstitutioner nämner att de ortodoxa kyrkorna utgör den traditionella religionen i länderna, dock utan att ge dem särskilda privilegier eller hindra andra kyrkor eller religioner.

### Costa Rica
Enligt artikel 75 i Costa Ricas konstitution, bekräftas det att romersk-katolska kyrkan är statskyrka i landet..

### Danmark
Danmark har en statskyrka, Folkekirken. Danmarks rikes grundlag § 4, fastställer att "Den evangelisk-lutherske kirke er den danske folkekirke og understøttes som sådan af staten." Därmed fastslås att Danmark har en officiell kyrka, Folkekirken, som har en nära anknytning och styrning från staten. Folkekirken leds av kyrkoministeriet och kyrkoministern är Folkekirkens högsta administrativa ledare. Det finns inget kyrkomöte, men vid behov kan Folketinget fungera som sådant. Vid sidan av den kyrkoskatt som kyrkans medlemmar betalar finansieras Folkekirken genom ett generellt statsbidrag med stöd av grundlagens § 4. Prästerskapet är ämbetsmän och ansvarar för folkbokföring och begravningsväsende. Det finns dock områden inom kyrkan som regleras genom dess självstyrelseorgan, biskoparna och menighetsråden.

### Finland
Evangelisk-lutherska kyrkan i Finland samt Finska ortodoxa kyrkan betraktas ibland som statskyrkor, eftersom de regleras av särskilda lagar, sköter folkbokföringen vad gäller medlemmarna och har beskattningsrätt på medlemmar. Gudstjänst ingår i ceremonierna vid åtminstone vissa statliga högtider. De båda kyrkorna har dock småningom avlägsnat sig mer och mer från staten och hade redan innan Finlands självständighet 1917 en autonomi jämförbar med Svenska kyrkans efter 2000.[källa behövs]
Redan då Finland skildes från Sverige 1809 skildes den lutherska kyrkan från den svenska kronan och den ortodoxa kejsaren övertog aldrig denna position. Istället ändrades lagstiftningen så att kyrkan blev en icke-statlig folkkyrka.

### Färöarna
Färöarnas folkkyrka, Fólkakirkjan í Føroyum, är sedan 2007 skild från den danska folkkyrkan och underlagd det färöiska självstyret. Färöarnas regeringschef är kyrkans ledare och kyrkan sorterar under kulturdirektoratet. Det finns även en färöisk biskop.

### Island
Island har en evangelisk-luthersk statskyrka.

### Norge
Norge har evangelisk-luthersk statskyrka vid namnet Den norske kirke. Stortinget beslutade den 23 maj 2012 att kyrkan inte skulle skiljas från staten.  Omkring 75 % av landets befolkning är medlemmar i den norska kyrkan.

### Storbritannien
I Storbritannien har anglikanska kyrkan med monarken som överhuvud ställning som statskyrka i England genom Church of England. I övriga delar av Storbritannien, såsom Skottland, Wales och Nordirland, finns inga statskyrkor. Skotska kyrkan var Skottlands statskyrka till 1921.

### Sverige
I Sverige var den evangelisk-lutherska Svenska kyrkan tidigare nära knuten till svenska staten, och kyrkans lära kan således sägas ha varit statsreligion under åren 1527-2000. Sedan den 1 januari 2000 har relationerna mellan staten och Svenska kyrkan förändrats och kyrkans ställning som självständigt trossamfund etablerats. Denna relationsförändring kallas kyrka-statreformen. Genom successionsordningen ska Sveriges statschef tillhöra Svenska kyrkan, vilket stärker uppfattningen av Svenska kyrkan som en statskyrka i Sverige.  
Svenska kyrkans förhållande till staten skiljer sig betydligt från andra trossamfunds: Svenska kyrkans grundförutsättningar regleras genom lag om Svenska kyrkan medan andra trossamfunds ställning regleras endast genom lag om trossamfund. Vidare utgår folkbokföringen från Svenska kyrkans församlingsindelning och Sveriges monark och tronföljare måste enligt grundlagen successionsordningen bekänna sig till ”den rena evangeliska läran, sådan som den, uti den oförändrade Augsburgska bekännelsen, samt Uppsala mötes beslut av år 1593, antagen och förklarad är”. Det senare innebär i teorin inte att regenten måste vara medlem i Svenska kyrkan (till exempel är Lutherska bekännelsekyrkan ett juridiskt tänkbart alternativ), trots detta är emellertid Svenska kyrkans band till kungahuset å Svenska kyrkans sida reglerat i kyrkoordningen (bestämmelser om Hovförsamlingen).

## Andra religioner

### Iran
Irans konstitution säger att den officiella religionen är islam och att det inte kan ändras.

### Turkiet
Turkiet har sedan 1928 ingen officiell religion. Innan dess var sunniislam statsreligion.